# مورين آرثر
مورين آرثر (بالإنجليزية: Maureen Arthur)‏ هي مغنية وممثلة أمريكية، ولدت في 15 أبريل 1934 في الولايات المتحدة.

## وصلات خارجية
- مورين آرثر على موقع IMDb (الإنجليزية)
- مورين آرثر على موقع ميوزك برينز (الإنجليزية)
- مورين آرثر على موقع قاعدة بيانات برودواي على الإنترنت (الإنجليزية)
- مورين آرثر على موقع إن إن دي بي (الإنجليزية)
- مورين آرثر على موقع قاعدة بيانات الفيلم (الإنجليزية)